# 1771年の相撲
1771年の相撲（1771ねんのすもう）は、1771年の相撲関係のできごとについて述べる。

## 本場所など
- 3月場所（江戸相撲）[1]
  - 興行場所:深川三十三間堂境内
  - 4月29日（旧3月15日）より晴天8日間興行
- 5月場所（大坂相撲）[2]
  - 興行場所:堀江
  - 6月18日（旧5月6日）より10日間興行
- 8月場所（大坂相撲）[2]
  - 興行場所:難波新地
  - 9月21日（旧8月13日）より10日間興行
- 10月場所（江戸相撲）[3]
  - 興行場所:深川八幡境内
  - 11月28日（旧10月22日）より晴天8日間興行
- 他、京都相撲本場所（8日間興行）がある[2]。